# Oberdorf am Hochegg
Oberdorf am Hochegg là một đô thị thuộc huyện Feldbach trong bang Steiermark, nước Áo. Đô thị Oberdorf am Hochegg có diện tích 12,57 km², dân số cuối năm 2005 là 350 người.